# 971 до н. е.

## Події
- Згідно з Кювон Сахва, ваном Стародавнього Чосона стає Хемо-ван.